# Història de Tarragona
La història de Tarragona s'estén durant més de dos mil·lennis, des de l'establiment dels exèrcits romans el 218 aC, durant la confrontació entre romans i cartaginesos coneguda com Segona Guerra Púnica, fins a l'actualitat.

## Cesse, el precedent
Cesse o Cissa o Kesse era la ciutat més important de la tribu ibera dels cossetans i a la vora de la qual, en la batalla de Cissa, Gneu Corneli Escipió va derrotar el general cartaginès Hannó i al cap ilerget Indíbil, al començar la Segona Guerra Púnica el 218 aC.
No se sap la seva situació, ja que només es coneix pels relats de la guerra entre Roma i Cartago, i perquè s'hi van encunyar monedes. Sembla que, amb la conquesta romana, la ciutat de Cesse fou saquejada i que els seus habitants foren venuts com a esclaus a la nova ciutat de Tàrraco, on Escipió havia fundat una base militar. Tot i que la localització del poblat és pol·lèmica, se sospita que pogués estar sota l'actual Part Baixa de la ciutat, o fins i tot al  Serrallo, mentre que alguns experts la identifiquen amb altres poblacions del Camp de Tarragona.

## Tàrraco, la ciutat romana
Els orígens de Tàrraco es troben en una petita guarnició romana que els germans Gneu i Publi Corneli Escipió deixaren durant la Segona Guerra Púnica, l'any 218 aC. Aquest primer assentament (situat al costat d'un oppidum ibèric, probablement Cesse) aviat va esdevenir una important base militar que donà lloc a la ciutat de Tàrraco.
Tarraco, en concret a la part de la ciutat on actualment hi trobem la Part Alta fou la principal base d'hivernada dels exèrcits romans a Hispània, que iniciaren un llarg i complex procés d'incorporació de les terres peninsulars al nou ordre polític, cultural i econòmic de la romanitat, on Tàrraco va tenir un paper fonamental.

### L'època Romano–Republicana

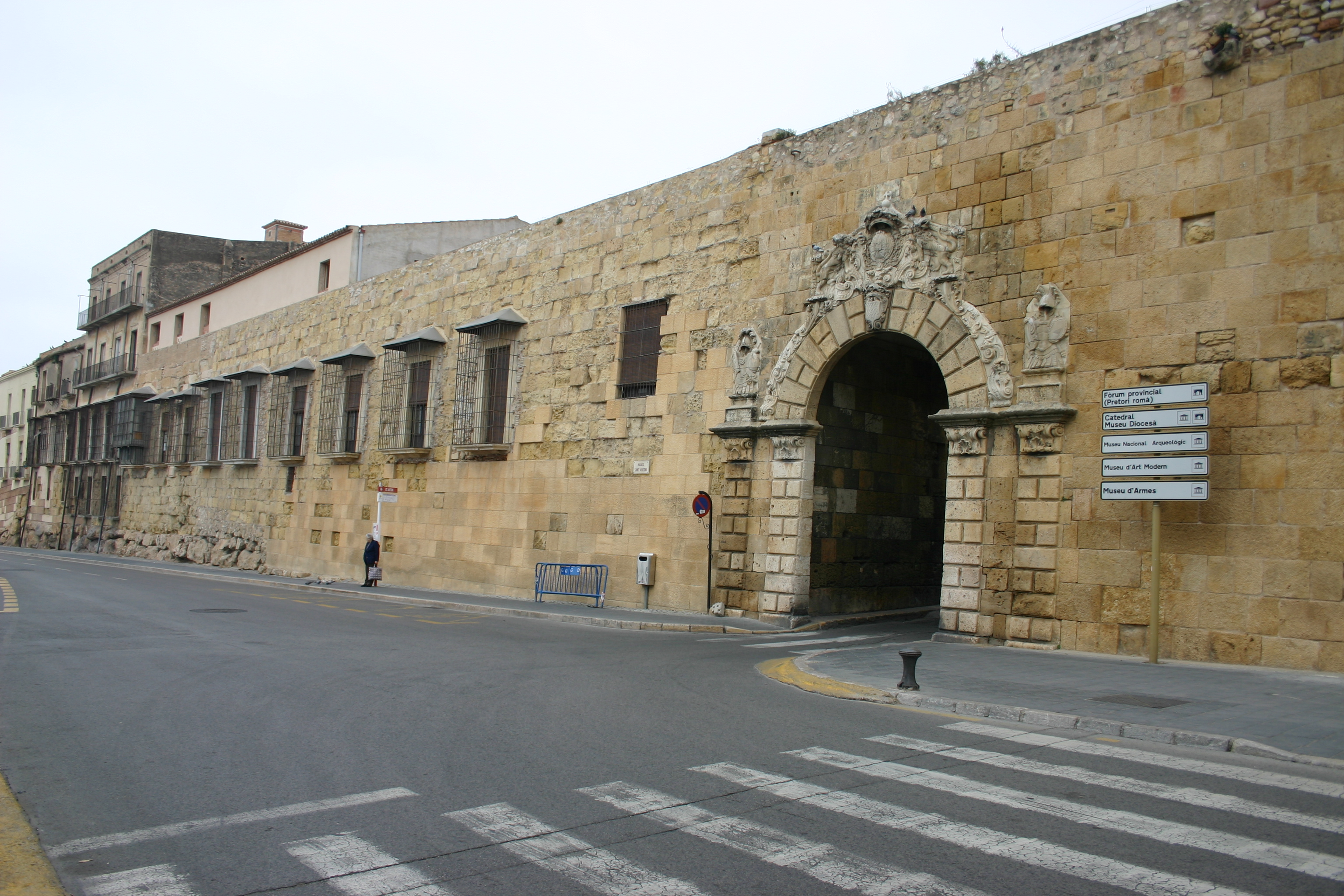
Muralles de Tarragona, amb els afegits posteriors del portal de Sant Antoni i finestres de cases particulars

Tàrraco sorgeix arran de l'arribada dels exèrcits romans a la península Ibèrica el 218 aC, en el marc de la confrontació entre romans i cartaginesos, en l'anomenada Segona Guerra Púnica. Aquest cos expedicionari romà va desembarcar a la ciutat grega d'Emporion (Empúries), per dirigir-se des d'allà ràpidament cap al sud amb la finalitat de controlar les terres al nord de l'Ebre. Les tropes romanes estaven comandades per Gneu Corneli Escipió, al qual es va afegir, un any més tard, el seu germà Publi Corneli Escipió. Gneu, després de vèncer, en un primer combat, els cartaginesos, va deixar una petita guarnició, que poc temps després es va transformar en la principal base militar romana a Hispània. Aquest primer assentament romà es trobava molt pròxim a un oppidum ibèric fundat a finals del segle v aC i arqueològicament documentat recentment.
La ciutat republicana de Tàrraco va ser possiblement un nucli bifocal, amb el campament militar a la part alta i l'àrea residencial, a l'entorn del poblat ibèric i el port. La consolidació urbana va ser ràpida. La presència militar estable va comportar l'arribada no només de soldats sinó també de comerciants i ciutadans romans que van veure Hispània com una terra que els oferia noves oportunitats. L'arribada dels romans va suposar també d'una nova cultura (la romantizació) que, lentament, va imposar-se al conjunt de la societat.
Una de les principals infraestructures sobre les quals es va cimentar Tàrraco fou, sense cap dubte, el port i les muralles que servien de protecció al primitiu nucli civil i a la important base militar. Port i muralles romanes són el punt de partença de les expedicions de conquesta vers les terres de la Vall de l'Ebre i del Llevant peninsulars. Gràcies a les dades extretes dels autors clàssics, sabem que Tàrraco comptava ja en aquest moment amb un gran port, ubicat al mateix emplaçament que l'actual.
Sens dubte, l'edificació romana més antiga i més ben conservada d'època republicana és les muralles romanes. En un primer moment hem d'imaginar-nos-la com una simple palissada de fusta que degué protegir la guarnició militar. La victòria romana sobre els cartaginesos i la incorporació d'Hispània a l'Estat romà va accelerar el procés de consolidació de les defenses. La construcció de la primera muralla de pedra, datada arqueològicament a inicis del segle ii aC, s'ha relacionat amb la divisió provincial de 197 aC. L'opinió més estesa és que a l'entorn de 150/125 aC la muralla va patir una transformació important, va créixer en extensió, altura i amplada. D'aquesta manera, va passar a encerclar el nucli urbà.
Ambdós elements, recinte emmurallat i port, degueren desenvolupar un paper fonamental en el consolidament de la ciutat; tant en l'àmbit militar (base de les legions) com en el comercial (centre d'embarcament dels productes i mercaderies exportats/importats a/de la metròpoli).
A finals del període republicà tenim documentats a Tàrraco tres edificis públics monumentals: el temple dedicat a la deessa Tutela, el Fòrum de la Colònia i el teatre. Això denota la vitalitat i significació assolides per la ciutat en els darrers moments d'aquesta fase de consolidació.
Tàrraco va créixer de forma accelerada durant els segles II i I aC, i es va convertir, juntament amb Cartago Nova, en la ciutat més important de la Hispània Citerior. Cèsar hi va reunir els seus llegats durant la guerra civil contra Pompeu. Gràcies a la lleialtat mostrada pels tarragonins, Cèsar concedí a Tàrraco el títol de colònia de dret romà l'any 45 aC, fet que refermà la consolidació de la capitalitat

### L'època Romano–Imperial

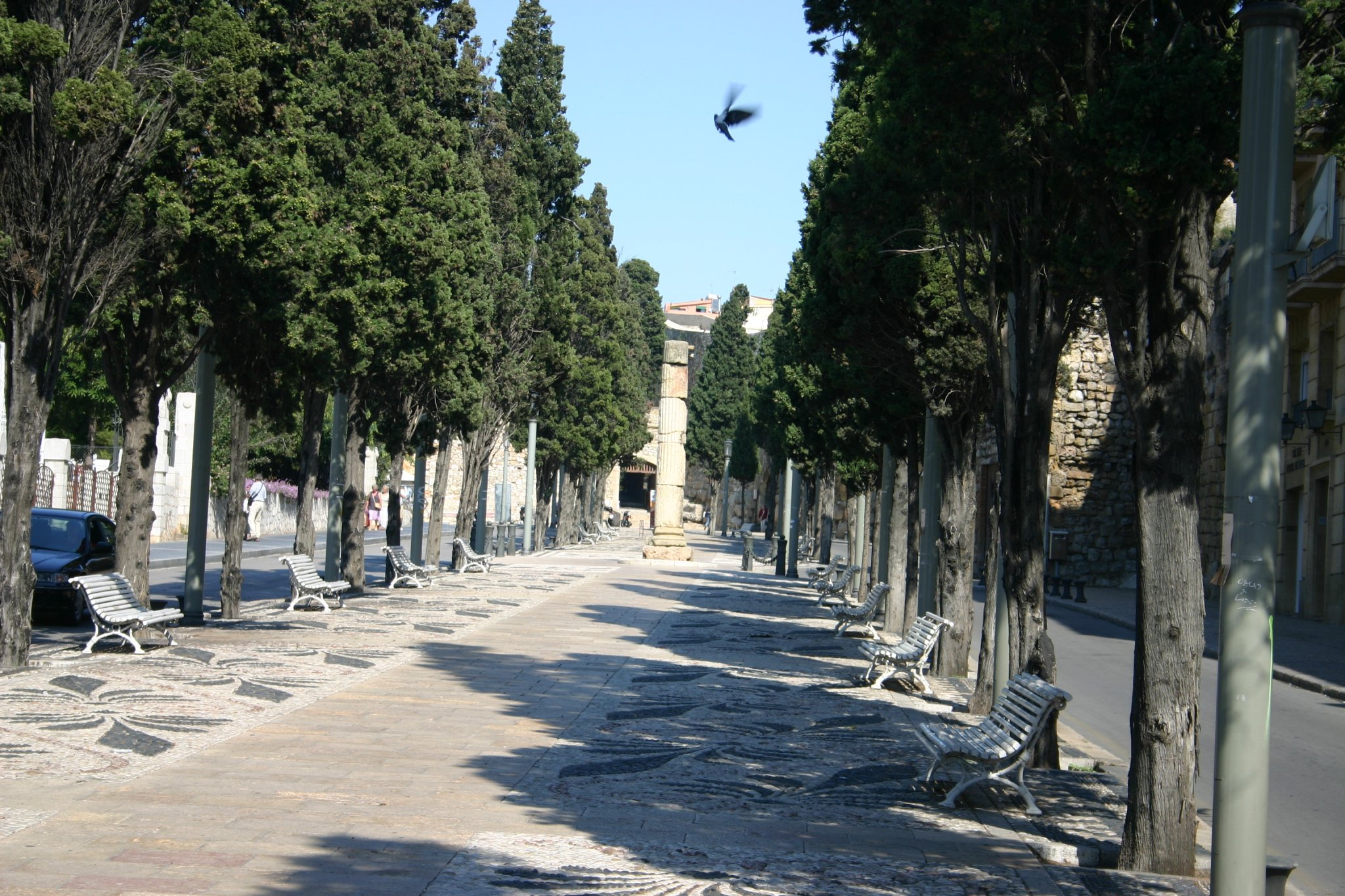
Tarragona, Via de l'Imperi Romà

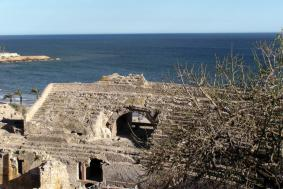
Detall de l'amfiteatre romà de Tàrraco

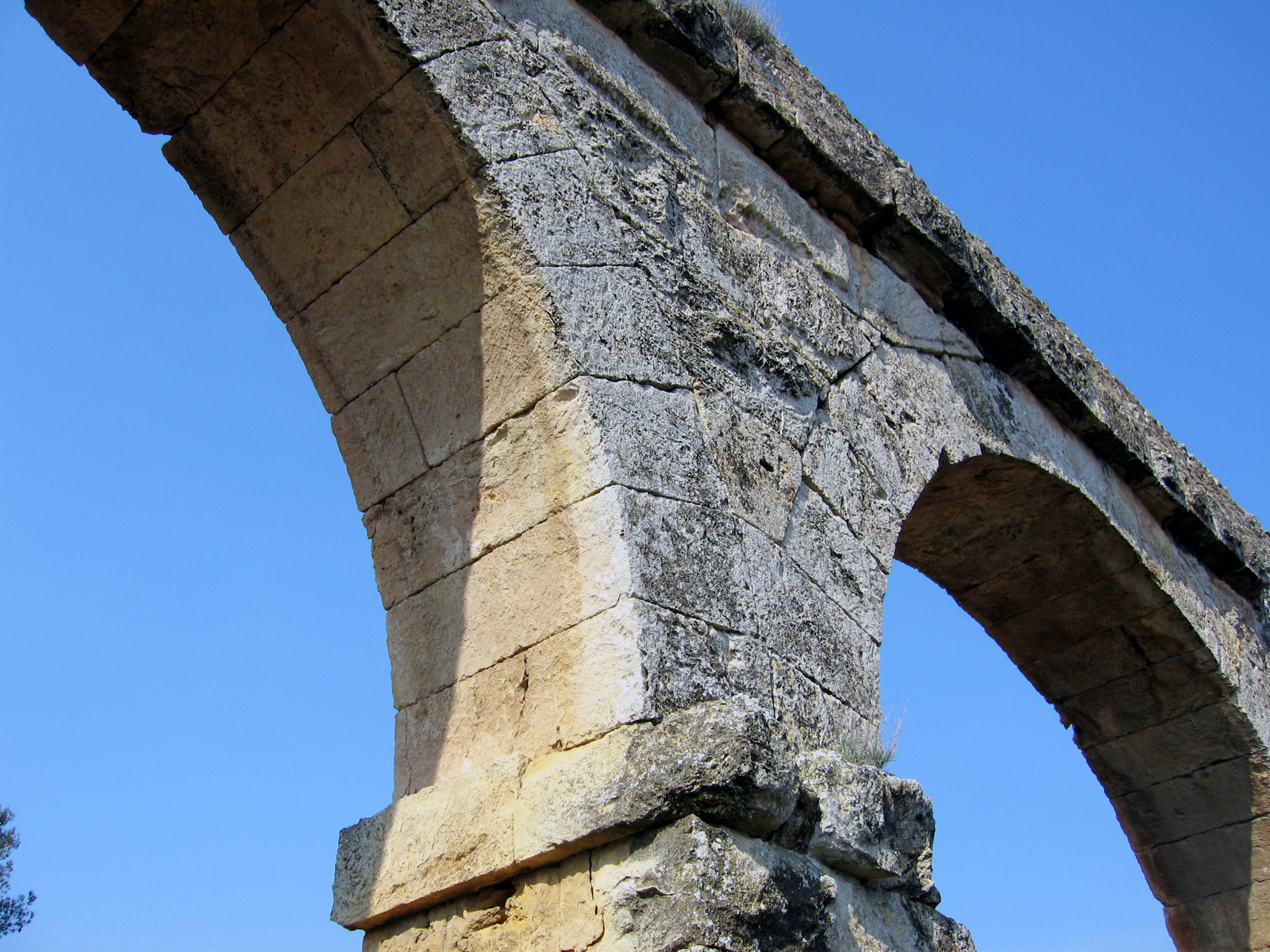
Detall de l'aqüeducte romà de les Ferreres

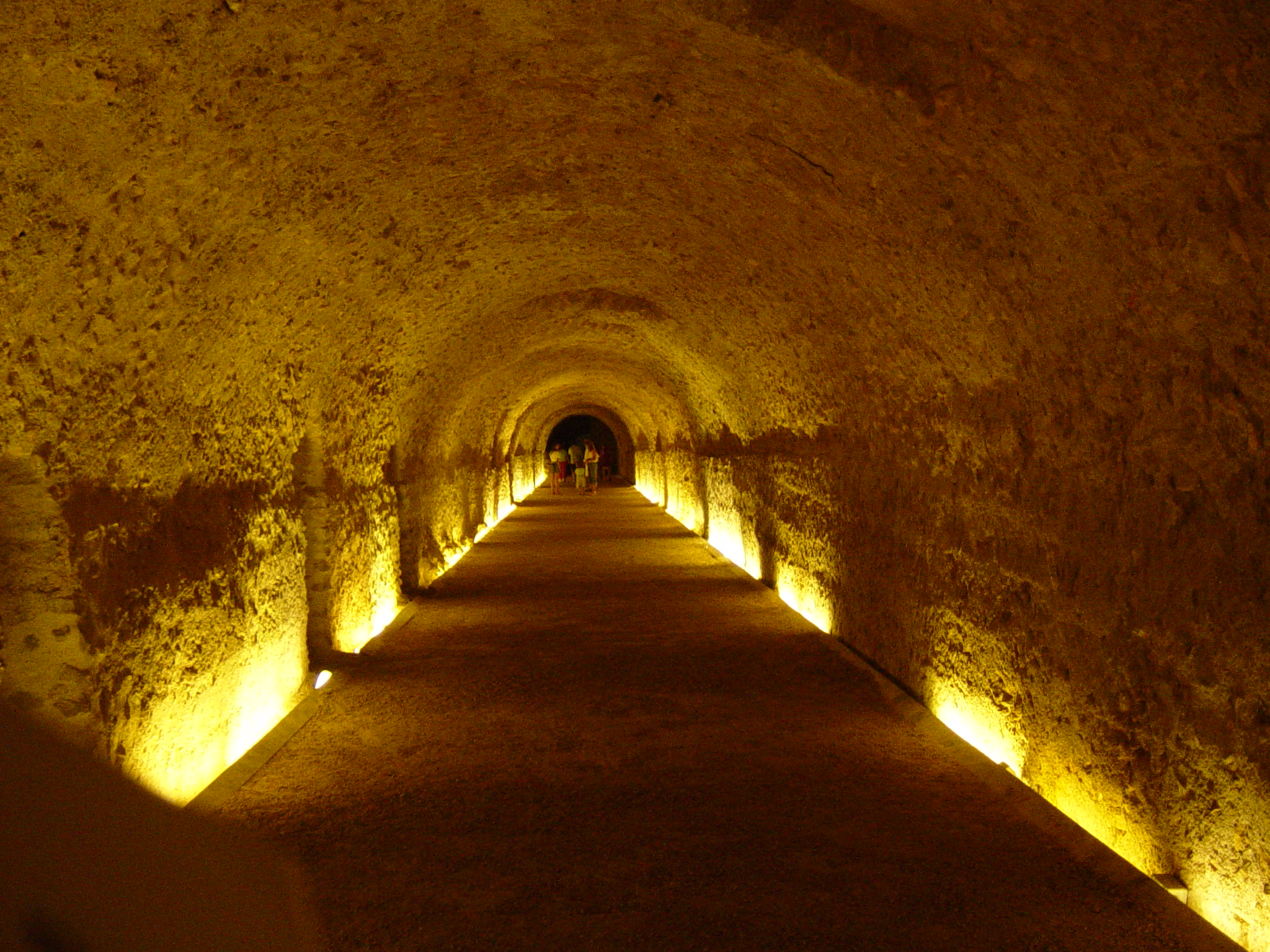
Volta del circ romà de Tàrraco

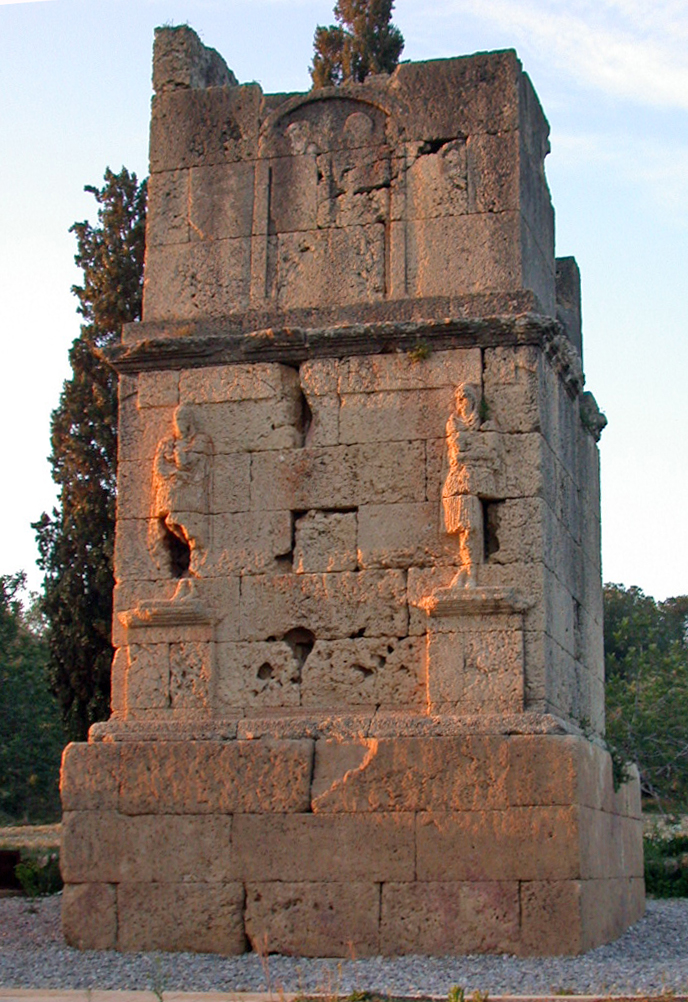
La torre dels Escipions, un dels monuments funeraris més importants, datat cap a la primera meitat del segle I dC.

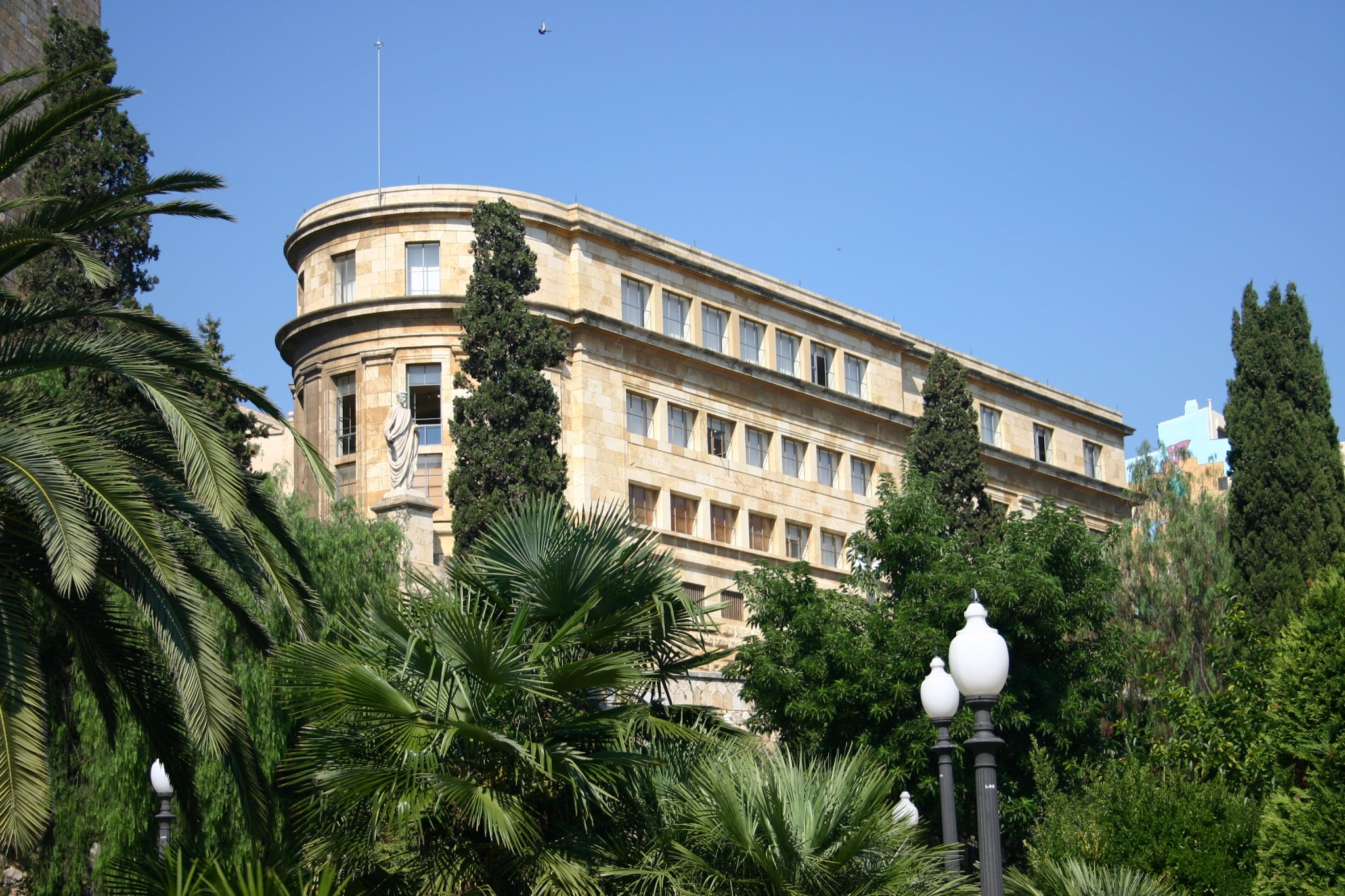
Vista general del Museu Nacional Arqueològic de Tarragona

Durant els anys 26-25 aC Tàrraco es convertí en la capital del món romà quan August va residir-hi i dirigí les campanyes contra càntabres i àsturs. Gràcies a la presència militar, Tàrraco es va consolidar com a capital de la Hispània Citerior, i va rebre un fort impuls urbanístic, una mostra del qual és el teatre i la monumentalització del fòrum local.
La designació de la ciutat com a capital de la Tarraconense per l'emperador August l'any 27 aC és un fet cabdal per a la comprensió del paper que va jugar Tàrraco en el procés de romanització d'Hispània. A partir d'aquest moment s'inicia un ampli programa urbanístic tendent a fornir a la colònia d'un alt nivell urbanístico-monumental, d'acord amb la seva importància i significació.
A aquest moment cal adscriure una reforma en profunditat de tota la trama urbana, reforma que tenim plenament documentada a la part alta de la ciutat, la qual resta distribuïda en tres zones amb diferent funció, disposades en terrasses esgraonades.
- A la primera, a la zona d'emplaçament de l'actual catedral, es va erigir el temple dedicat a August divinitzat, temple que, malauradament, coneixem només a través de textos literaris i històrics de l'època, de la numismàtica i també dels elements arquitectònics aïllats trobats en el sector.

- A la segona terrassa, la intermèdia, ordenada en forma de gran plaça porxada, hi ha el Fòrum Provincial de la Tarraconense, lloc en el qual es reunien, entre d'altres, les assemblees dels representants dels diferents districtes (conventi) d'aquest ampli territori per tractar dels assumptes relacionats amb la seva administració. A aquesta estructura pertanyen el Pretori Romà i la Torre de l'Audiència.

- El circ ocupava la terrassa inferior i, al mateix temps, separava la zona oficial, ubicada a la part alta, de l'àrea destinada fonamentalment a l'hàbitat, que s'estenia des del Circ fins a la zona portuària. En el Circ es desenvolupen curses de cavalls i carros (bigues i quàdrigues principalment).

Durant el segle i aC, la ciutat va créixer i es va consolidar. L'any 68, Neró va ser assassinat i s'inicia un període de convulsions en tot l'Imperi Romà i una sagnant guerra civil. El general romà Galba va ser nomenat emperador per les legions romanes hispanes, mentre que en altres parts de l'Imperi van sorgir altres pretendents a emperador. Mort Galba, les províncies hispanes van donar suport a Vespasià, que va ser qui, finalment, va arribar al poder. S'iniciava així la dinastia Flàvia i un moment de gran esplendor per a les províncies hispanes. Gràcies al suport prestat a la causa, Vespasià els concedí els Ius Latii, a l'entorn de l'any 73, fet que significava que tots els hispans foren considerats ciutadans romans de ple dret i que els nuclis més importants de població, molts dels quals encara mantenien l'estatus sorgit en el moment de la conquesta, es convertissin en municipis. Alhora, comportà la necessitat de crear una nova administració que s'adeqüés a aquesta nova realitat que tingués com a nuclis rectors les capitals provincials. En conseqüència, Tàrraco, com a capital de la Hispània Citerior, va disposar de dos fòrums: un colonial i l'altre provincial. Sabem, també, que a la zona anomenada la Pedrera del Port hi havia un barri residencial de l'època alto-imperial ocupat per vil·les de grans sumptuositat i que en els primers segles de la nostra Era es construeixen l'amfiteatre, l'Aqüeducte de les Ferreres, la Torre dels Escipions, l'Arc de Berà...
Per obtenir la pedra necessària per a la construcció de tot aquest conjunt urbanístico-monumental, es varen posar en explotació una sèrie de pedreres situades als voltants de Tàrraco. La més important de totes és l'anomenada pedrera romana del Mèdol.
Tot aquest conjunt, converteix Tàrraco en una de les ciutats importants de l'Imperi. "Tarraco, civitas ubi ver aeternum est"; "Tarragona, la ciutat on la primavera és eterna". Aquesta és la descripció que l'emperador Hadrià va fer de la ciutat l'any 122-123 dC.
El territori situat al voltant de les ciutats romanes era, normalment, ocupat per un seguit d'establiments agrícoles, les villae, que, en alguns casos, esdevingueren també residència secundària de plaer per a la gent urbana, luxosament decorades. A l'àrea d'influència de Tàrraco, coneixem algunes residències prou importants: la vil·la romana dels Munts (Altafulla), els Antigons (Reus), la Pineda (Vila-seca), Paret Delgada (la Selva del Camp) o la del mausoleu de Centcelles (Constantí).
Les àrees de necròpolis conegudes a Tàrraco són ambdues al llarg de la Via Augusta: una prop del riu Francolí, on més tard es va desenvolupar l'important nucli de la necròpoli paleocristiana de Tarragona; l'altra, prop de l'amfiteatre, a l'est del nucli urbà. Quant a enterraments de caràcter monumental, se'n conserven dos d'una importància excepcional: l'anomenada Torre dels Escipions i el Mausoleu de Centcelles a Constantí.

### La decadència de Tàrraco
La vitalitat de Tarraco es manté fins a mitjans del segle iii dC moment que, per efecte de la crisi econòmica i de les primeres onades bàrbares, s'inicia el procés de regressió en l'ordre demogràfic i urbanístic. Segons ens relaten les fonts, i sembla que ho corrobora l'arqueologia, la ciutat va ser devastada el 260 pels vàndals, resultant-ne especialment afectada la zona d'habitatges. Després d'un període d'incertesa que va representar bona part del segle iii, la ciutat va recobrar el seu dinamisme a partir, especialment, de la recuperació general que va suposar l'adveniment al poder de Dioclecià i de la tetrarquia que va establir el 285. A partir d'aquesta data i amb continuïtat al llarg de la meitat del segle iv, la ciutat es va revitalitzar, tal com ho manifesta la construcció de nous edificis públics, el manteniment dels espectacles, l'amfiteatre o la restauració d'edificis públics d'època de l'alt imperi. Amb tot, Tàrraco no es va escapar de la dinàmica de transformació social, política i econòmica que va alterar la fisonomia de molts centres urbans d'occident.
Un element imprescindible per a la ciutat tardana de Tarraco va ser la difusió del cristianisme i les actes martirials del bisbe Sant Fructuós i els diaques Auguri i Eulogi, que foren objecte de persecució i mort l'any 259. El lloc de la sepultura es va acabar convertint en el centre eclesiàstic a partir del segle v, amb la construcció d'una gran basílica funerària amb edificis annexos, entre els quals un baptisteri.
La documentació escrita dels inicis del segle v ens mostra que Tàrraco mantenia estructures socials complexes, on el bisbe metropolità era el defensor de l'ordre establert, en un imperi en què Christianitas era sinònim de Romanitas.
El 476 va ser destronat el darrer emperador romà, Ròmul Augústul. La Tarraconense fou en gran part conquerida, el mateix any o poc abans, pel rei visigot Euric i Tarragona va continuar sent una de les metròpolis durant la monarquia visigoda. Tanmateix hi haurà un allunyament de la ciutat dels centres polítics decisius de l'època: primer respecte a Tolosa, després respecte a Bàrcino (Barcelona) i, finalment, respecte a Toletum (Toledo, s. VI). La importància urbana resta fonamentada en la seva condició de seu eclesiàstica metropolitana i en el manteniment de les instal·lacions portuàries.
L'any 713 volgué resistir als exèrcits islàmics de Mussa ibn Nussayr i fou destruïda i abandonada durant més de tres segles. Frontera amb l'Àndalus, la ciutat no es recupera fins a la conquesta impulsada pels comtats catalans, al segle xii, que van restablir la seu metropolitana de Tarragona.

## Tàrraco visigoda
Després de la caiguda de l'Imperi Romà, arribaren els pobles germànics. El rei visigot Euric va saquejar i destruir la ciutat el 480. Així, la majestuosa capital romana esdevindria en poc temps una simple ciutat gairebé despoblada al sud de la nova capital, Barcelona.
A poc a poc, la població es recuperà fins a ser una de les metròpolis més importants d'Hispània, però no es va arribar als nivells de l'època romana. Hi fou important la comunitat cristiana, encapçalada per l'Arquebisbe de Tàrraco. El 711 tenia una seca que encunyava moneda per Àkhila II.

## Tarraquna àrab
Els invasors àrabo-berebers s'empararen de Tarragona en una data compresa entre el 714 i el 718. Tradicionalment hom creia que la ciutat va ser expugnada violentament i profundament saquejada. Aquesta creença vindria confirmada per la fugida del bisbe Pròsper de Tarragona. Tanmateix no hi ha cap testimoni arqueològic que avali aquesta creença, amb la qual cosa s'admet que, hipotèticament, la conquesta va ser pacífica o escassament violenta. Allò que és clar és que Tarragona (Tarraquna a les fonts musulmanes) amb la seu episcopal vacant i situada en una posició massa extrema dins l'Àndalus, va perdre rellevància com centre urbà. Aquest fet indubtable ha donat lloc a un altre tòpic historiogràfic, el de la ciutat abandonada, fantasmal, immens camp de runes colossals però buida. En cap cas aquest clixé s'adapta a la realitat. La ciutat difícilment va restar mai buida de manera permanent, i és clar que el seu domini va ser objecte de disputa entre andalusins i cristians. Sota Carlemany, Tarragona va ser incorporada segurament de manera efímera, dins l'anomenada Marca Hispànica. La disponibilitat d'una seu episcopal vacant amb dret a la primacia de les Hispaniae, era un estímul per al príncep cristià veí més poderós: el comte de Barcelona, que d'aquesta manera podia reforçar la seva independència envers el rei de França atès que, eclesiàsticament, depenia del bisbat de Narbona. El poder andalusí, de totes maneres, va frustrar diverses vegades la restauració de l'episcopi tarragoní i, per tant, la seva definitiva incorporació a l'òrbita cristiana. El primer intent conegut va ser el 960, sota el comte Borrell II de Barcelona. Durant el segle xi es coneixen diversos intents d'incorporar la ciutat al domini del comte de Barcelona, però la mateixa reiteració dels intents demostra que aquesta apropiació i domini eren, com a màxim, precaris. El 1116, el comte Ramon Berenguer III s'emparà de Tarragona. Aquest cop ja de manera definitiva restaria sota domini cristià, dins l'òrbita feudal del Comtat de Barcelona.

## La Tarragona recristianitzada
L'any 1116 es produí la reconquesta cristiana de Tarragona per part de les tropes de Ramon Berenguer III. La seguretat, aconseguida després de la caiguda de les fortaleses andalusines de Tortosa (1148), Lleida (1149) i Siurana (1154), permeté una important expansió econòmica, acompanyada d'un notable creixement demogràfic, aconseguit en part per la naturalització de pobladors provinents, majoritàriament, de la Catalunya Central.
De seguida es produïren lluites per dominar la zona entre l'Arquebisbe de Tarragona i el Príncep de Tarragona Robert d'Aguiló. Després d'uns anys de conspiracions i assassinats, els Aguiló foren expulsats. La Catedral de Tarragona és d'aquesta època.
A principis del segle xiii, s'urbanitza la gran plaça del Fòrum romà, i la ciutat continua creixent, des del primer nucli repoblat, la Part Alta esdevenint un important centre de poder a Catalunya. Ràpidament, sorgeixen els primers barris extramurs:
- el Corral (antic circ romà), dedicat al comerç
- la Vilanova, que s'estenia fins al port. Era ple de molins, horts i cultius
- l’Horta, que arribava fins al Francolí. Era una zona amb cases aïllades amb camps de conreu.

El 1321 arriba la relíquia del braç de Santa Tecla, patrona de la ciutat. La tradició en honor de la Santa arribarà fins als nostres dies, essent les Festes de Santa Tecla la seva màxima expressió.
El maig de 1348 arribaria la Pesta Negra i el consegüent replegament de població cap a l'interior de les muralles. A principis de segle xv, la ciutat es recuperà de la Pesta fins que, durant la Guerra civil catalana, les tropes reials l'assetjaren i la ciutat quedà molt afectada.

## Tarragona a l'època moderna

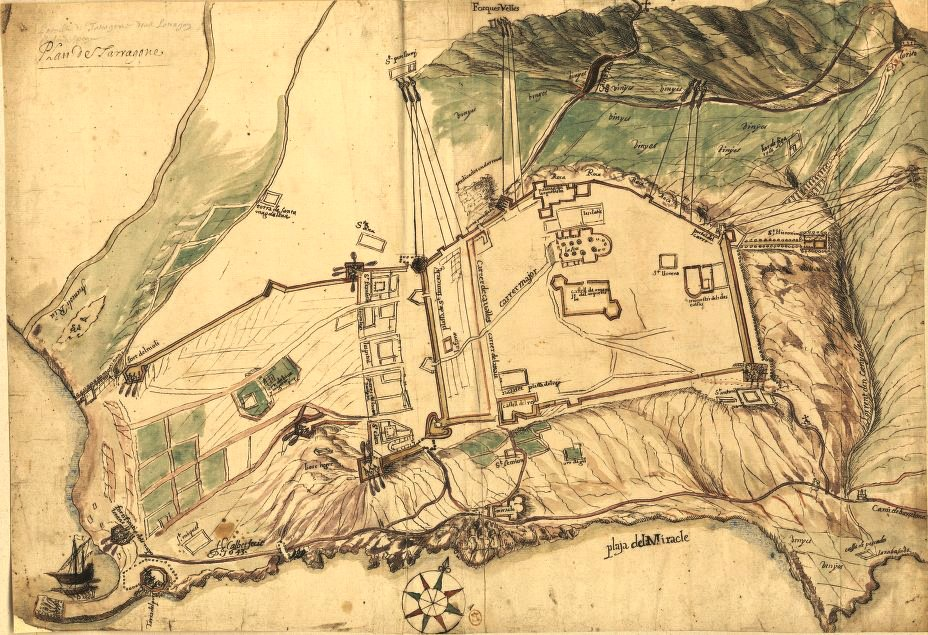
Plànol de Tarragona al voltant de 1643

Al llarg dels segles xvi - xvii, la ciutat representà un centre important de poder al sud de Catalunya. Foren importants les escaramusses entre tropes reials i franco-catalanes durant la Guerra dels Segadors: com el Setge de Tarragona (1641), les batalles navals de 1641 (primera i segona) i el Setge de Tarragona (1644). El 1645 la ciutat aixecà la coronela de Tarragona, que estigué en actiu fins a la seva dissolució en 1666.
Josep de Nebot i Font prengué Tarragona el setembre de 1705, i després de la signatura del Tractat d'Utrecht la ciutat es lliurà a les forces borbòniques de Felipe Manuel de Bette, el marquès de Lede, el 14 de juliol de 1713 pacíficament i sense resistència, ja que les tropes imperials havien rebut l’ordre d’evacuar la ciutat, però l'expedició austriacista de socors comandada per Rafael Nebot fou derrotada al combat de Torredembarra. El marquès de Lede, sota les ordres del duc de Pòpuli, i en última instància per instigació del mateix Felip V d'Espanya, va dur a terme una política de represàlia dels presoners de guerra catalans, que alhora va servir de propaganda per al poder borbònic.
Les noves institucions de govern sorgides de la Nova Planta varen significar una ruptura amb el sistema anterior, més proper a la societat real. La Nova Planta afectà molt negativament el creixement econòmic, especialment per culpa de les restriccions al comerç portuari. Aquesta circumstància, que va afavorir el comerç al Port de Salou, era percebuda com a molt negativa per la societat civil local, la qual va pressionar diverses vegades per a l'aixecament de les restriccions comercials del port, que es considerava amb raó, l'element clau per a la prosperitat econòmica de la ciutat. Finalment, el 1769 (comprovar?), es va permetre l'apertura al comerç internacional. La manca d'instal·lacions portuàries, pel deteriorament i la insuficiència de les existents, explica l'esforç en construir un port nou. Després d'anys de negociacions i d'estudis de viabilitat, finalment es varen iniciar les obres d'un nou port, encomanades a Juan Ruíz de Apodaca

## Època contemporània

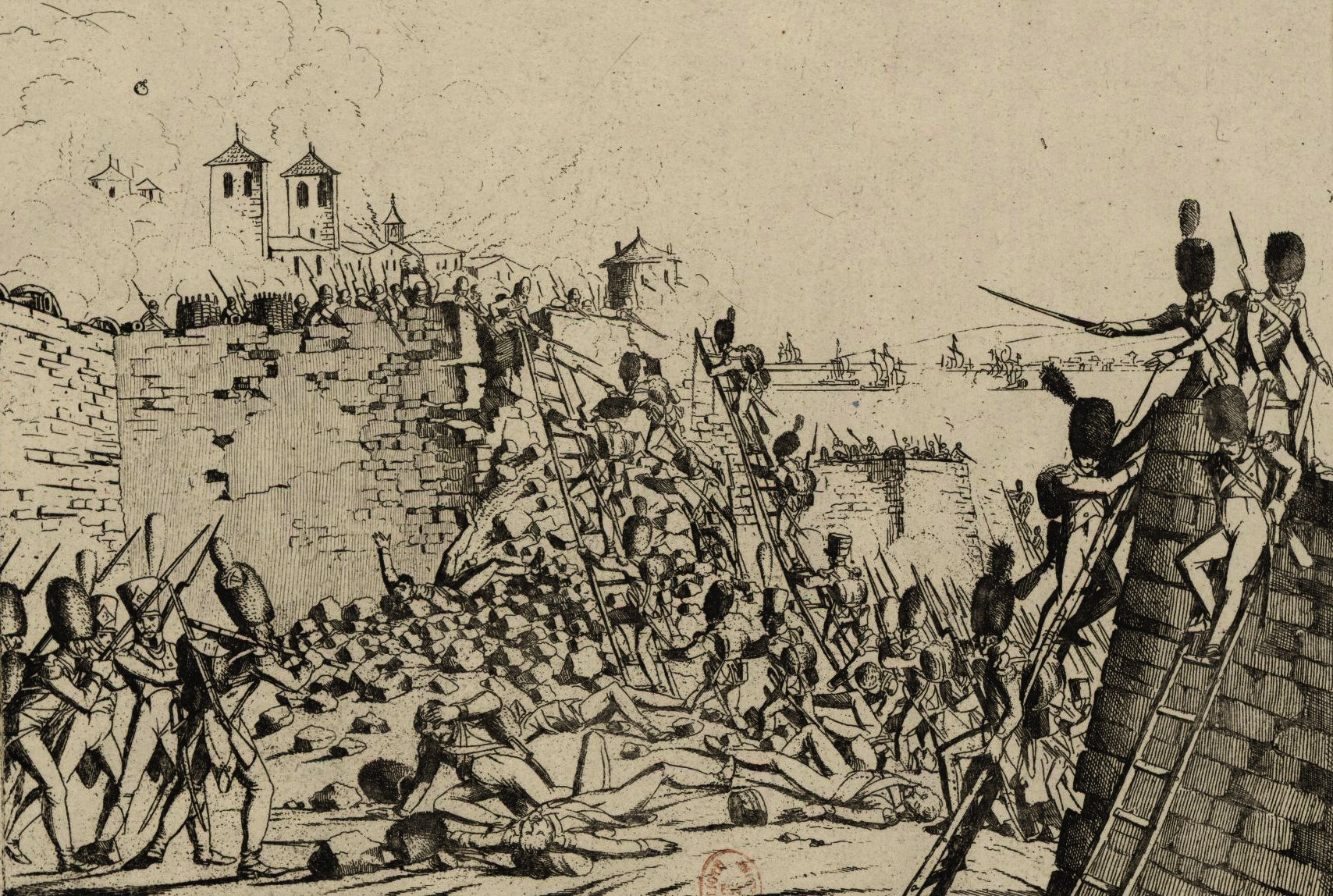
Il·lustració de l'assalt de Tarragona per les tropes de Napoleó

La ciutat es va veure molt afectada per la Guerra de la Independència Espanyola o del Francès (1808-14). Inicialment se'n beneficià, donat que acollí la seu de la Junta de Catalunya i rebé un considerable flux de refugiats, elements tots plegats que estimularen l'activitat ciutadana. Però el maig-juny de 1811 la ciutat va ser víctima de l'atac francès Setge de Tarragona que culminà amb la seva presa a l'assalt i un sagnant saqueig de tres dies. Sota domini francès, patí un altre setge el juny del 1813, molt menys mortífer que el primer i finalment, en ser abandonada pels ocupants (19 d'agost de 1813), va ser parcialment volada, perdent-se per sempre diverses construccions monumentals, com el Castell del Patriarca.
La recuperació posterior va ser relativament ràpida, mercès una política hàbil de les elits dirigents tarragonines que van gestionar diferents beneficis que li permetessin la reconstrucció i la solvència econòmica econòmica futura: reducció de la pressió fiscal (exempció total de contribucions fins a 1826), represa de les obres de construcció del Port modern i l'obtenció de la capitalitat provincial. La comissió Tarín-Castellarnau va ser una delegació enviada pel consistori de Tarragona el 1821 per reclamar la capitalitat provincial de Tarragona després del restabliment del règim constitucional del 1812, a més de tractar els assumptes d'arbitris i consolat. La proposta va sorgir a la sessió plenària del 23 de març de 1821 en una moció presentada pel regidor Josep-Francesc Ixart. Com a comissionats es van escollir el canonge Joaquín Tarín i Josep Antoni de Castellarnau i de Camps.
Al llarg del segle, Tarragona va viure un important procés de creixement demogràfic, canvi econòmic i transformació urbana. L'element essencial d'aquests canvis va ser l'activitat portuària, lligada especialment a l'exportació de vi. El desenvolupament industrial pròpiament dit va ser menor que en altres ciutats catalanes de l'època, però ben present. El nou barri de la Marina o del Port, conegut com la part Baixa, sorgeix a partir de la duana vinculada al port de Tarragona, amb els primers carrers Apodaca, Reial i Smith on s'ubiquen tallers, magatzems i activitats comercials relacionats amb el port i el ferrocarril, va concentrant la major part de les transformacions fins que el 1856 s'aconseguí finalment d'enderrocar la Muralla de Sant Joan i se'n va aprofitar l'espai per bastir un gran eix viari (Rambla Nova, que permeté finalment la unió entre Part Alta i Marina, per primer cop des de l'època romana, amb l'Eixample de Tarragona.
La Segona República Espanyola i la Guerra civil espanyola marcaren una època força convulsa per Tarragona, sent bombardejada el 5 de novembre de 1938 per l'aviació del bàndol nacional. Durant la postguerra, es va acollir una gran quantitat d'emigrants procedents d'Aragó i Andalusia, d'entre altres regions.
Durant l'etapa franquista si desenvolupà extensament la indústria, especialment la dels derivats del petroli. L'Instituto Nacional de Industria va promoure l'arribada de noves empreses i el 1968 s'inaugura el Polígon Sud del complex petroquímic de Tarragona amb les empreses CEPSA i CAMPSA com a principals impulsores. Ràpidament s'expandeix la trama urbana, sovint de manera desordenada i precària, al voltant d'aquestes noves indústries que necessiten mà d'obra per a la construcció de les mateixes i operaris per a treballar. És en aquesta època quan es produeix una explosió demogràfica a la ciutat i es funden nous barris com el de Bonavista (1965), Parc Riu Clar (1965), Sant Salvador (1966), Campclar (1967), Verge del Pilar (1967), la Granja (1968), la Floresta (1968) i s'expandeixen altres com la Campsa, Sant Pere i Sant Pau o Torreforta.